# Воробйов Іван Іванович
Іван Іванович Воробйов (16 січня 1908  — 12 червня 1967) — радянський військовий льотчик, Герой Радянського Союзу (1946), учасник боїв на Халхін-Голі, радянсько-фінської та німецько-радянської війни воєн.

## Біографія
Іван Воробйов народився 16 січня 1908 року в селі Матвіївка (нині — Кімрський район, Тверська область) в селянській родині. Після закінчення п'яти класів школи працював шевцем в колгоспі.
В 1930 році призваний на службу в Робітничо-селянську Червону Армію. В 1932 році закінчив авіаційну школу льотчиків та летнабів в Оренбурзі, служив льотчиком-спостерігачем в Смоленській області. Брав участь у боях на Халхін-Голі, скоїв 16 бойових вильотів на бомбардувальнику «СБ», нагороджений орденом Червоного Прапора. Брав участь також у радянсько-фінській війні. До початку німецько-радянської війни був штурманом ескадрильї навчальної частини.
З листопада 1942 року — на фронтах німецько-радянської війни. Воював у складі 18-го гвардійського бомбардувального авіаполку далекої дії (до кінця війни полк був у складі 2-ї гвардійської бомбардувальної авіаційної дивізії 2-го гвардійського бомбардувального авіаційного корпусу 18-ї повітряної армії).
Більшість своїх бойових вильотів здійснював на нічні бомбардування. Брав участь у бомбардуваннях Данцига, Тильзита, Інстербурга, Кенігсберга, Галаца, Бреслау, Будапешта, Варшави. Командуванням неодноразово відзначалася висока ефективність бомбардувань, вироблених Воробйовим. Брав участь у повітряних боях на Курській дузі та прориві блокади Ленінграда, звільнення Севастополя, боїв біля озера Балатон в Угорщині. Останні свої бойові вильоти Воробйов здійснив у квітні 1945 року, бомблячи Берлін. Всього за роки війни гвардії майор Іван Воробйов здійснив 213 бойових вильотів на бомбардування військово-промислових об'єктів у глибокому тилу противника на літаку Іл-4 з них 199 вночі.
Указом Президії Верховної Ради СРСР від 15 травня 1946 року за «зразкове виконання бойових завдань командування по знищенню живої сили і техніки противника та проявлені при цьому мужність та героїзм» гвардії майор Іван Воробйов був удостоєний високого звання Героя Радянського Союзу з врученням ордена Леніна та медалі «Золота Зірка» за номером 2869.

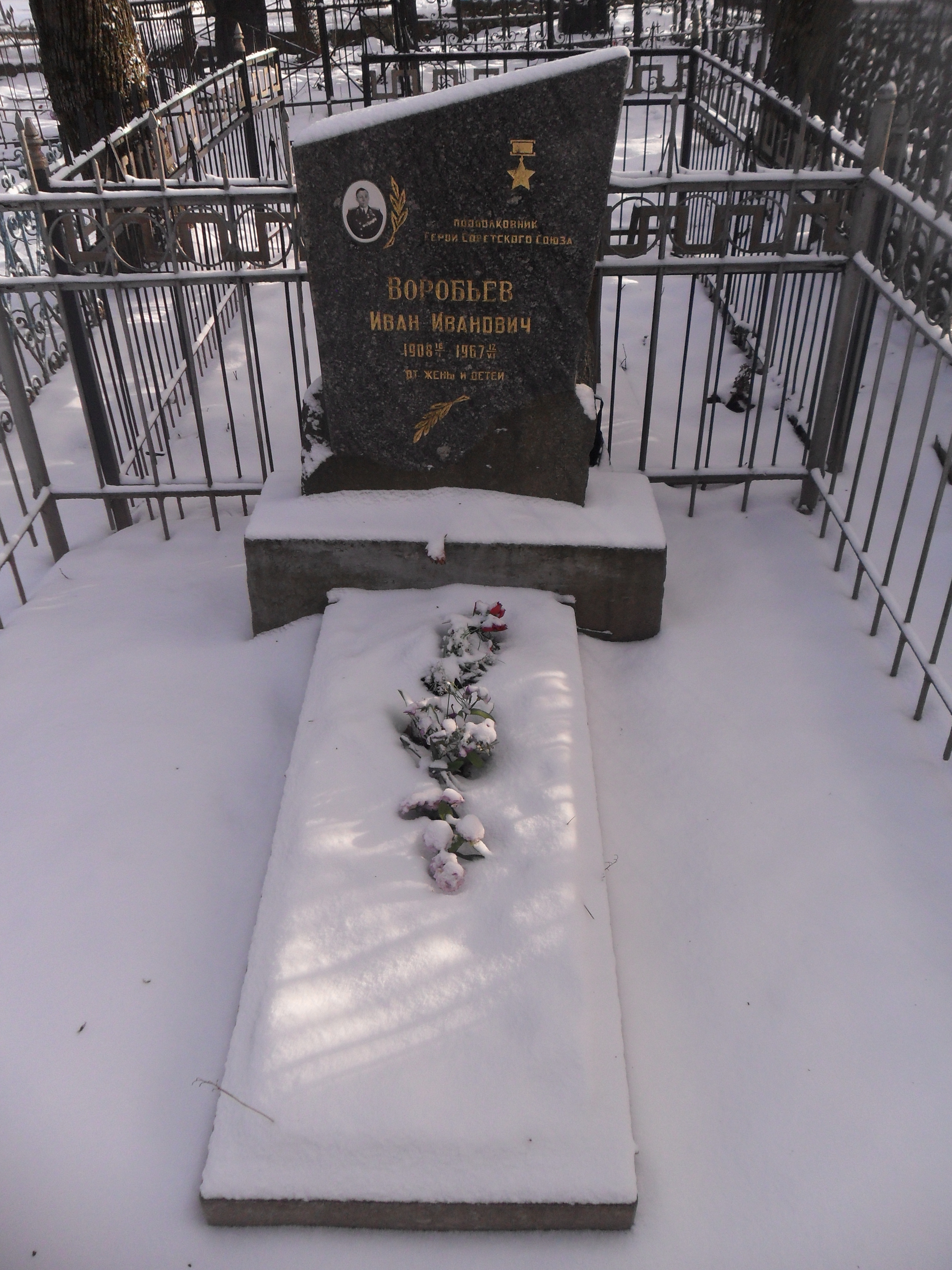
Могила І. І. Воробйова на кладовищі «Клинок».

Після закінчення війни Воробйов продовжив службу в Радянській Армії. В 1956 році у званні підполковника звільнений у запас.
Проживав у Смоленську, займався партійною та громадською роботою, помер 12 червня 1967 року, похований у Смоленську на кладовищі «Клинок».

## Нагороди
Нагороджений трьома орденами Леніна, трьома орденами Червоного Прапора, орденом Червоної Зірки, а також низкою медалей.